# Quantenstruktur
Als Quantenstruktur bezeichnet man in der theoretischen Quantenphysik und in der Wissenschaftstheorie eine spezielle Sichtweise. Sie umfasst losgelöst von der konkreten Anwendung die Beschreibung der zu Grunde liegenden mathematischen Theorie und ihrer Logik. Durch die Abstraktion zu Quantenstrukturen können strukturelle Gemeinsamkeiten zwischen verschiedenen Teilgebieten, z. B. Algebra, Wahrscheinlichkeitstheorie und Modallogik verallgemeinert beschrieben und untersucht, sowie Erkenntnisse auf andere Anwendungsfälle übertragen werden.

## Umfang
Zu den Quantenstrukturen gehören
- Konvexe Strukturen
- Empirische Logik
- Unscharfe Quantenlogik
- Logisch-algebraische Strukturen
- Operationale Grundlagen
- Orthomodulare Strukturen
- Quanten-Kommunikation
- Quantenrechnung[1]
- Quanten-Epistemologie
- Quantengeometrie
- Quanteninformation
- Quantenlogik
- Quantenmechanische Messung
- Quantenwahrscheinlichkeit[2]
- Quanten-Mengenlehre
- Quantenstatistik
- Quanten-Raumzeit

## Organisation
Weltweit beschäftigen sich seit etwa 60 Jahren zahlreiche Wissenschaftler mit diesen Themengebieten, vornehmlich in Italien, Deutschland, der Schweiz, der Slowakei, Kanada und den USA. Die meisten von ihnen sind Mitglieder der International Quantum Structures Association (IQSA), die 1991 gegründet wurde und seit 1992 zweijährlich internationale Tagungen durchführt, deren Ergebnisse in Sonderheften des International Journal of Theoretical Physics veröffentlicht werden. Langjähriger Leiter dieser Zeitschrift und der IQSA war der US-amerikanische Physiker David Finkelstein. Seit 2012 verleiht die IQSA zweijährlich den Birkhoff-von-Neumann-Preis (nach Garrett Birkhoff und Johann von Neumann) für besondere Verdienste auf dem Gebiet der quantenmechanischen Grundlagenforschung.